# پریش لافورش (لوئیزیانا)
لافورش پریش (به انگلیسی: Lafourche Parish) یک قصبه در ایالات متحده آمریکا است که در لوئیزیانا واقع شده‌است.

## خصوصیات
لافورش پریش ۳٬۸۱۷٫۶۶ کیلومترمربع مساحت دارد.